# Loda Niemirzanka
Loda Niemirzanka, primo voto Kopczyńska secundo voto Kauzik; właśc. Leokadia Franciszka Niemira (ur. 23 listopada 1906 w Pruszkowie, zm. 14 sierpnia 1984 w Londynie) – polska tancerka, aktorka filmowa i teatralna, żołnierz Armii Krajowej.

## Życiorys
Była córką Franciszka Fabiana Niemiry oraz Ludwiki ze Szmidtów. Jej rodzice pobrali się w 1902 roku w Warszawie. Została ochrzczona 25 grudnia 1906 roku w kościele parafialnym w Żbikowie (obecnie dzielnica Pruszkowa). Jej dziadek Ludwik Schmidt, ewangelik, pochodził z Płocka. Uczęszczała do szkoły baletowej i gimnazjum w Warszawie. Już w roku 1924 występowała jako tancerka baletowa w Teatrze Wielkim w Wilnie. Następnie grała w Łodzi, w Teatrze Miejskim i Teatrze Popularnym. W latach 30. zaczęła występować w warszawskich kabaretach i teatrach rewiowych, a jednocześnie zaczęła karierę filmową.
Po II wojnie światowej wyemigrowała do Anglii. Prochy sprowadzono do Polski i złożono na wojskowych Powązkach w grobie syna. 

### Życie prywatne
Pierwszym mężem był Stefan Kopczyński, z którym miała syna Stefana Romana Jerzego Kopczyńskiego (1926–1944). Drugi mąż, Stanisław Kauzik ps. Dołęga-Modrzewski, był politykiem i prawnikiem.

## Filmografia
- Dziesięciu z Pawiaka (1931)
- Księżna Łowicka (1932)
- Szpieg w masce (1933)
- Wyrok życia (1933)
- Dwie Joasie (1935) jako kandydatka do posady maszynistki
- Jaśnie pan szofer (1935) jako pokojówka
- Będzie lepiej (1936) jako Wanda Ruczyńska
- Pan Twardowski (1936)
- Ada! To nie wypada! (1936) jako Ada Dziewanowska
- Książątko (1937) jako Rita Malvani
- Rena (1938)
- Moi rodzice rozwodzą się (1938)
- Ja tu rządzę (1939)